# Inger Brattström
Inger Elisabet Brattström, född Högelin 27 augusti 1920 i Gävle, Gävleborgs län, död 17 maj 2018 i Saltsjöbaden, Stockholms län var en svensk författare.
Hennes mor Lisa Högelin skrev flickböcker och hennes far Gösta Högelin djurböcker och pojkböcker. Hon avlade studentexamen 1940 och studerade psykologi vid Stockholms högskola 1952–1953.
Inger Brattström skrev sin första flickbok, Elsies svåra år, när hon var 16 år; då under födelsenamnet Inger Högelin; hon har även publicerats som Inger Högelin-Brattström. De första böckerna utspelar sig i trygga villaförorter liknande Saltsjöbaden där författaren själv bodde. Senare skrev hon om mindre privilegierade ungdomar, exempelvis i Le lite grann och Låsningen. I Hittebarn från Bangalore, Ravindras väg från byn och Susila Sanna tur och retur handlar det om adoptivbarn från Indien. I Selime – utan skyddsnät handlar det om en flyktingfamilj som inte får stanna i Sverige.
Sonmodern handlar om Inger Brattströms egen morfars mor Gustafva Norell och utgår från sparade brev.

## Priser och utmärkelser
- 1962 – Boklotteriets stipendiat
- 1967 – Nils Holgersson-plaketten
- 1982 – Astrid Lindgren-priset
- 1987 – Österrikiska statens barn- och ungdomspris för Slöjan
- 2011 – En bok för allas vänners ”Läsfrämjarpris”